# 北松山町
北松山町（きたまつやまちょう）は、愛知県瀬戸市水南連区の町名。現行行政地名は北松山町1丁目と2丁目。

## 地理
- 瀬戸市の西部に位置する[8]。西を西松山町、北をさつき台・小田妻町、東を上松山町、南を東松山町・東横山町と隣接している[8]。
- 丘陵地帯だが、近年住宅地として急速に開発され、分譲住宅地となった[8]。

### 河川
松山川（孫田川支流） ： 町の南部を南流している。
- 松山川（北松山町内）

### 学区
市立小・中学校に通う場合、学区は以下の通りとなる。また、公立高等学校普通科に通う場合の学区は以下の通りとなる。
| 町丁・丁目    | 番・番地等 | 小学校             | 中学校             | 高等学校 |
| ------------- | ---------- | ------------------ | ------------------ | -------- |
| 北松山町1丁目 | 全域       | 瀬戸市立水南小学校 | 瀬戸市立南山中学校 | 尾張学区 |
| 北松山町2丁目 | 全域       | 瀬戸市立水南小学校 | 瀬戸市立南山中学校 | 尾張学区 |

## 歴史

### 町名の由来
旧西松山町が発展してきたため、この町を3分割することになり、中央部にあたるこの地は旧西松山町の北側に位置することから北松山町と名付けられた。

### 沿革
- 1984年（昭和59年）5月1日 - 瀬戸市西松山町・小田妻町2丁目・さつき台5丁目の各一部[注釈 2]により、同市北松山町1丁目と2丁目が成立[2]。

## 世帯数と人口
2024年（令和6年）1月1日現在の世帯数と人口は以下の通りである。
| 町丁・丁目    | 世帯数  | 人口  |
| ------------- | ------- | ----- |
| 北松山町1丁目 | 152世帯 | 348人 |
| 北松山町2丁目 | 246世帯 | 554人 |
| 計            | 398世帯 | 902人 |

### 人口の変遷
国勢調査による人口の推移
| 1995年（平成7年）  | 978人 | [ 12 ] |  |
| 2000年（平成12年） | 990人 | [ 13 ] |  |
| 2005年（平成17年） | 934人 | [ 14 ] |  |
| 2010年（平成22年） | 920人 | [ 15 ] |  |
| 2015年（平成27年） | 912人 | [ 16 ] |  |

### 世帯数の変遷
国勢調査による世帯数の推移。
| 1995年（平成7年）  | 299世帯 | [ 12 ] |  |
| 2000年（平成12年） | 316世帯 | [ 13 ] |  |
| 2005年（平成17年） | 320世帯 | [ 14 ] |  |
| 2010年（平成22年） | 330世帯 | [ 15 ] |  |
| 2015年（平成27年） | 333世帯 | [ 16 ] |  |

## 交通

### 鉄道
愛知環状鉄道・愛知環状鉄道線 ： 町の中央部を南北に走っている。最寄り駅は瀬戸市駅。
- 愛知環状鉄道線（北松山町内）

### バス
名鉄バス「水野循環線」
- 【20】【21】【22】【23】陶生病院 - 瀬戸市民公園 - 中水野駅 - 水野団地 - 新瀬戸駅 - 陶生病院 系統 ： 北松山町バス停（左回り乗り場）

瀬戸市コミュニティバス「下半田川線」
- 陶生病院 - 中水野駅 - 定光寺公園 - 妻之神 系統 ： 北松山町バス停（妻之神方面乗り場）

瀬戸市コミュニティバス「曽野線」
- 新瀬戸駅 - 中水野駅 - 曽野 - しなのバスセンター 系統 ： 北松山町バス停（しなのバスセンター方面乗り場）

- 北松山町バス停（名鉄バス）
- 北松山町バス停（コミュニティバス）

### 道路
国道155号 ： 町の東端、上松山町との町境を南北に通っている。
- 国道155号標識（北松山町内）

## 施設
- 瀬戸市消防団 水南分団 ： 1985年（昭和60年）3月竣工[17]。水南連区全域を分団の区域としている[18]。
- セレモニーハウス松山 ： イトウホールが創った葬儀式場[19]。広いリビングで葬儀をしているような、家庭的な空間を演出[19]。
- 日本料理 華菱 ： 創業30年以上[20]。代々窯元だった店主が、瀬戸物と地元の野菜を使って手作りの日本料理を提供[20]。
- 北松山公園 ： 2丁目の中央部にある公園。広いグラウンドとブランコ・すべり台・鉄棒がある。
- 北松山東公園 ： 2丁目の南東部にある公園。ブランコ・すべり台・鉄棒・シーソーがある。
- 北松山南公園 ： 1丁目の北部にある公園。ブランコ・すべり台・鉄棒がある。

- 瀬戸市消防団 水南分団
- セレモニーハウス松山
- 日本料理 華菱
- 北松山公園
- 北松山東公園
- 北松山南公園

## その他

### 日本郵便
- 郵便番号 : 489-0911[6]（集配局：瀬戸郵便局[21]）。